# Sodobna filozofija
Sodobna filozofija označuje skupino vplivnejših filozofskih smeri, ki delujejo dandanes oziroma so močno zaznamovale naše in minulo stoletje.